# Historische Kfz-Kennzeichen (Österreich)
Kraftfahrzeugkennzeichen wurden in Österreich vergleichsweise spät, nämlich erst mit Verordnung vom 27. September 1905, eingeführt.
Dieses war an jedem Auto und Motorrad vorne und hinten in schwarzer Schrift auf weißem Grund anzubringen. Es durfte entweder aufgemalt oder in Form einer Tafel am Fahrzeug angebracht werden. Das erste Kennzeichen wurde am 7. Jänner 1906 in Wien zugewiesen.

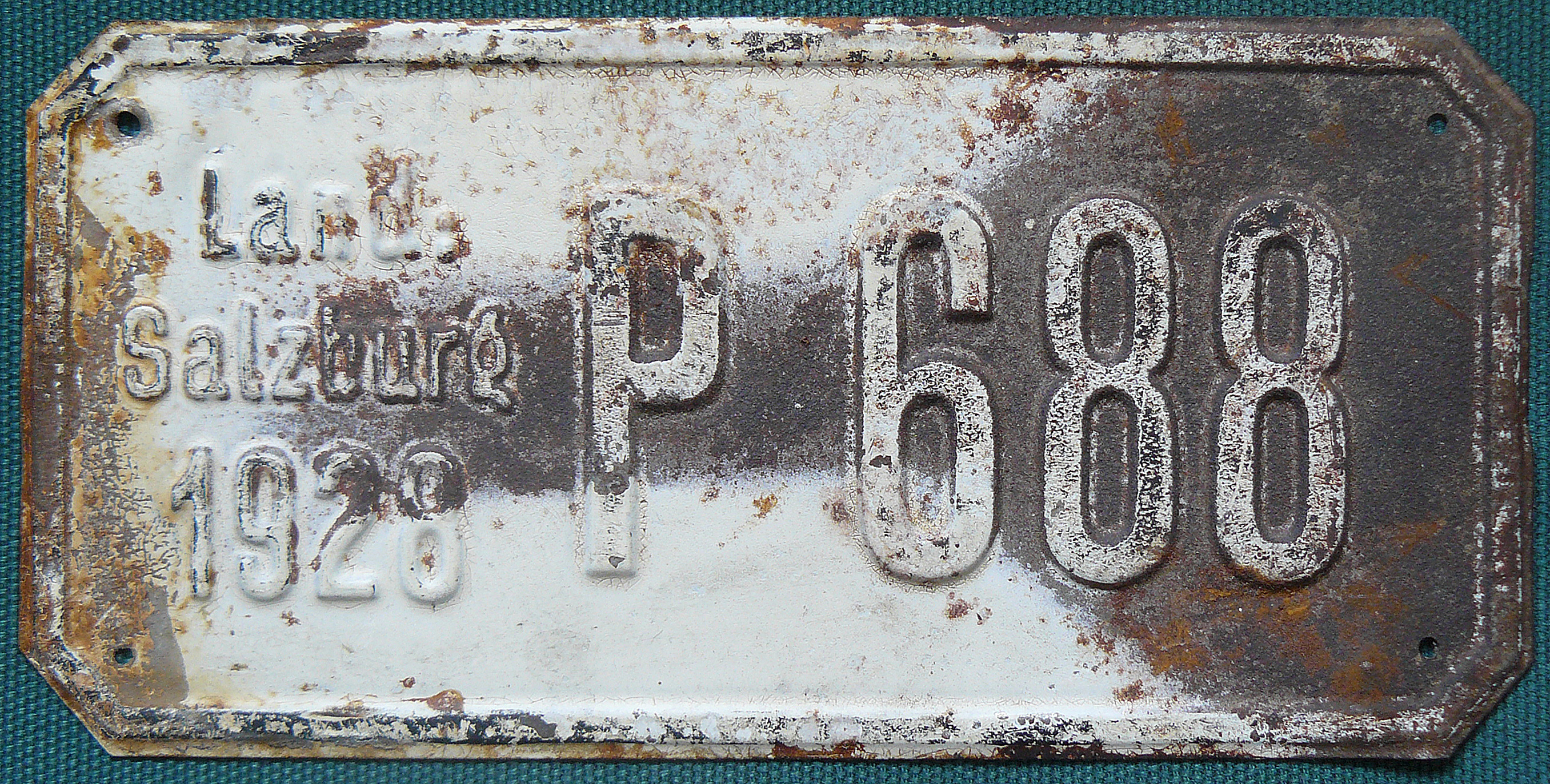
Kennzeichen von 1928 – fraglich: Salzburg hatte das Erkennungszeichen „D“

Seit 1910 wurde in Österreich (den im Reichsrat vertretenen Königreichen und Ländern) zusätzlich das Nationalitätskennzeichen A eingeführt. Ungarn verwendete das Nationalitätskennzeichen H.

## Erstes System (1905 bis 1930)

### Systematik
Die bis 1918 zur Österreichischen Reichshälfte der Österreichisch–Ungarischen Monarchie gehörenden Kronländer hatten ein eigenes Kennzeichensystem. Das Kennzeichen bestand aus einer Länder- beziehungsweise Rayonkennung mit Buchstaben, gefolgt von einer Evidenznummer, die der Registernummer im so genannten „Evidenzverzeichnis“ (in etwa dem heutigen Zulassungsregister vergleichbar) entsprach. 1905 bezeichnete man die Tafeln noch als Erkennungszeichen,
seit 1910 als Kennzeichen.

#### Länder- und Rayonkennungen
- A Wiener Polizeirayon (= Stadt Wien)
- B Niederösterreich mit Ausnahme des Wiener Polizeirayons
- C Oberösterreich
- D Salzburg
- E Tirol
- F Kärnten
- H Steiermark
- J Krain (bis 1919 durch Jugoslawien beibehalten)
- K Küstenland (bis 1919 durch Jugoslawien beibehalten)
- M Dalmatien (bis 1919 durch Jugoslawien beibehalten, ab 1921: Burgenland)
- N Prager Polizeirayon (= Stadt Prag) (bis 1932 durch die Tschechoslowakei beibehalten)
- O Böhmen mit Ausnahme des Prager Polizeirayons (bis 1932 durch die Tschechoslowakei beibehalten)
- P Mähren (bis 1932 durch die Tschechoslowakei beibehalten)
- R Österreichisch-Schlesien (ab 1920 Polen/Tschechoslowakei, in der Tschechoslowakei bis 1932 beibehalten)
- S Galizien (bis 1918, dann polnisch)
- T Bukowina (bis 1918, dann rumänisch)
- W Vorarlberg

Diese Kennungen blieben auch nach dem Zusammenbruch der Österreichisch-Ungarischen Monarchie bestehen, sofern sie sich auf Österreich bezogen.

#### Evidenznummern
Es durften höchstens dreistellige Zahlen verwendet werden. Sobald alle Zahlenreihen innerhalb der dreistelligen Zahlen erschöpft waren, wurden dem Erkennungsbuchstaben römische Ziffern von eins ab beigefügt und die Nummerierung wieder mit 0 begonnen. Dieselben Nummern wurden jeweils für Automobile und Motorräder ausgegeben. Die Polizeidirektionen Wien und Prag gaben die Nummern fortlaufend aus, die anderen Behörden erhielten von den Landesstellen bestimmte Nummernkreise zugewiesen, um auf den ersten Blick feststellen zu können, in welchem Bereich eines Kronlandes ein Fahrzeug zugelassen war. Durch den Mix aus römischen und arabischen Ziffern wurde die Lesbarkeit der Kennzeichen mit zunehmender Zahl an zugelassenen Fahrzeugen sehr unübersichtlich.
Beispiele: A 20, BIV 35, BXXII 903

## Zweites System (1930 bis 1939)
1930 trat ein neues Kraftfahrgesetz in Kraft. Die Schilder waren nun schwarz mit weißen Buchstaben. Auch das Kennzeichensystem selbst wurde völlig neu geordnet und blieb bis 1990 – nur unterbrochen durch die Zeit des Anschlusses an Deutschland – im Wesentlichen unverändert.

### Systematik
- Das Kennzeichen bestand aus einer Länderkennung, gefolgt von einer höchstens sechsstelligen Nummer, aus der die registrierende Behörde erkennbar war.

Beispiel: A 2.170

#### Länderkennungen
- A Wien
- B Niederösterreich
- C Oberösterreich (in OÖ angemeldete Motorboote weisen heute mit „C“ beginnende Kennzeichen auf)
- D Salzburg
- E Tirol
- F Kärnten
- H Steiermark
- K Graz
- L Linz
- M Burgenland
- V Wien (wurde 1938 zugeteilt, aber durch den Anschluss an Deutschland nicht mehr ausgegeben)
- W Vorarlberg

Weiters wurden noch folgende Kennungen eingeführt:
- BP Post
- OB Bundesbahn (ab 1937)

#### Nummernserien der einzelnen Behörden

##### Burgenland
- Eisenstadt (Stadt und Freistadt Rust, Bundespolizeidirektion)
  - 1–999
  - 8.000–8.999
- Eisenstadt-Umgebung
  - 1.000–1.999
- Neusiedl am See
  - 2.000–2.999
- Mattersburg
  - 3.000–3.999
- Oberpullendorf
  - 4.000–4.999
- Oberwart
  - 5.000–5.999
- Güssing
  - 6.000–6.999
- Jennersdorf
  - 7.000–7.999
- Diese Serien wurden durch Zuzählen von 10.000 beziehungsweise 100.000 erweitert.

Beispiele für den Bezirk Jennersdorf: M 7.199; M 17.199; M 117.199

##### Niederösterreich
- - 1.000–1.999 Amstetten
  - 2.000–2.999 Baden
  - 3.000–3.999 Bruck an der Leitha
  - 4.000–4.999 Gänserndorf
  - 5.000–5.999 Gmünd
  - 6.000–6.999 Wien-Umgebung (entspricht der alphabetischen Reihenfolge auf Grund der Vorgängerbehörde Hietzing-Umgebung)
  - 7.000–7.999 Hollabrunn
  - 8.000–8.999 Horn
  - 9.000–9.999 Korneuburg
  - 10.000–10.999 Krems
  - 11.000–11.999 Lilienfeld
  - 12.000–12.999 Melk
  - 13.000–13.999 Mistelbach
  - 14.000–14.999 Mödling
  - 15.000–15.999 Neunkirchen
  - (16.000–16.999 Nicht vergeben! war für die Expositur Pöggstall der BH Melk reserviert)
  - 17.000–17.999 Bezirk Sankt Pölten
  - 18.000–18.999 Scheibbs
  - 19.000–19.999 Tulln sowie Fahrzeuge des Landes Niederösterreich (zusätzlich mit der Serie N 1 – N 999)
  - 20.000–20.999 Waidhofen an der Thaya
  - 21.000–21.999 Wiener Neustadt-Land
  - 22.000–22.999 Zwettl
  - 23.000–23.999 St. Pölten Stadt, Bundespolizeidirektion
  - 24.000–24.999 Wiener Neustadt Stadt, Bundespolizeidirektion
  - 25.000–25.999 Krems an der Donau Stadt, Magistrat
  - 26.000–26.999 Waidhofen an der Ybbs Stadt, Magistrat
  - 27.000–27.999 Schwechat Stadt, Bundespolizeidirektion
  - (28.000–28.999 Mödling Stadt (wurde aber ab den 1960er Jahren nicht mehr ausgegeben))
- Diese Serien wurden durch Zuzählen von 30.000, 60.000 beziehungsweise 100.000 erweitert.

Beispiele für den Bezirk Amstetten: B 1.312; B 31.312; B 61.312; B 101.312; B 131.312; B 161.312

##### Weitere Bundesländer
Die Nummernsysteme sind ähnlich aufgebaut wie oben erläutert.
Diese Zahlensystematik wird noch heute bei einigen Institutionen oder Verwaltungseinheiten als Bezirkskennziffer verwendet (beispielsweise Rotes Kreuz Niederösterreich, Feuerwehr oder N.Ö. Gebietskrankenkasse).

## Drittes System (1939 bis 1945 beziehungsweise 1947)
1939, nach dem Verlust der Eigenstaatlichkeit (siehe Anschluss Österreichs), wurden die deutschen Tafeln mit neuen Kennbuchstaben (beispielsweise W für Wien, Nd für Niederdonau, vormals Niederösterreich) eingeführt.

## Viertes System (1945 beziehungsweise 1947 bis 1990 – auslaufend)
Im August 1945 wurden nur in den von der Roten Armee besetzten Gebieten (Niederösterreich, Burgenland, Teile Oberösterreichs und Wiens) neue Kennzeichentafeln ausgegeben: schwarzer Grund, weiße Zahlen, links das Bundeswappen, rechts das Landeswappen. Die restlichen Gebiete behielten die Kennzeichen und Kennzeichentafeln von 1939 bei.
1947 wurde in ganz Österreich das derzeit noch gültige, aber auslaufende Kennzeichensystem eingeführt. Die Kennzeichentafeln mit Wappen wurden umgetauscht. Bestimmte Nummerngruppen wurden auch speziellen Fahrzeugen (Taxis, Autobussen, Fahrzeugen von Gebietskörperschaften) zugeteilt. Dafür entfielen die Kennungen „BP“ und „OB“. Die Kennzeichentafeln für Anhänger bekamen eine rote Umrandung.
- 1968 wurden die vorderen Kennzeichentafeln bei Motorrädern abgeschafft.

### Systematik
- Das Kennzeichen bestand aus einer Länderkennung, gefolgt von einer höchstens sechsstelligen Zahl, aus der die registrierende Behörde erkennbar war.

Beispiel: N 2.170 (Niederösterreich, Bezirk Baden)

#### Länderkennungen ab 1947
Jedes Bundesland wurde nach seinem Anfangsbuchstaben geordnet; lediglich die Steiermark bekam das aus zwei Buchstaben bestehende Kennzeichen St (S wurde für Salzburg verwendet). Die Großstädte Linz und Graz waren nicht in die Nummernserien des jeweiligen Bundeslandes Oberösterreich bzw. Steiermark integriert, stattdessen wurden diesen beiden Städten aufgrund der höheren Bevölkerungs- und Fahrzeugzahl die Kennbuchstaben L bzw. G zugeordnet.
Zur besseren Unterscheidung des Buchstabens O (für Oberösterreich) von den nachfolgenden Ziffern wurde nur nach dieser Länderkennung ein kurzer Trennstrich eingefügt. In vier- bis sechsstelligen Zahlen gab es einen hochovalen Punkt als Tausender-Trennzeichen oder aber den Zeilenumbruch bei zweizeiligen Tafeln (gelegentlich hinten und typisch für Motorräder). (Einen Trennstrich gibt es aktuell bei den fünfeckigen kleinen Mopedkennzeichen)
- B Burgenland
- G Graz (Landeshauptstadt der Steiermark)
- K Kärnten
- L Linz (Landeshauptstadt von Oberösterreich)
- N Niederösterreich
- O Oberösterreich (ohne Landeshauptstadt Linz)
- S Salzburg
- St Steiermark (ohne Landeshauptstadt Graz)
- T Tirol
- V Vorarlberg
- W Wien

Ab 1967 wurden auch staatlichen Institutionen eigene Kennungen zugewiesen:
- BB Österreichische Bundesbahnen
- BG Bundesgendarmerie (später mit Abschaffung der Gendarmerie aufgelassen)
- BH Bundesheer
- BP Bundespolizei
- JW Justizwache (seit 1977)
- PT Post- und Telegrafenverwaltung
- ZW Zollwache

Vor 1967 waren die Fahrzeuge dieser staatlichen Institutionen in Wien zugelassen und hatten daher W-Kennzeichen, jedoch mit eigens dafür reservierten Nummernserien. Bei der Umstellung wurde die W 1xx.xxx laufende Nummer jeweils durch das neue Behördenkennzeichen z. B. BP xx.xxx oder BH xx.xxx ersetzt.
Ausländische Diplomaten erhielten das Kennzeichen WD.

Ebenso erhielten Konsuln nach der Bundesländerkennung ein K: z. B. TK – 8.

Für besondere Zwecke wurden Kennzeichentafeln mit speziellen Farben bei stets weißer Schrift eingeführt:
- schwarz mit gelbrotem, reflektierendem Balken für Kleinmotorräder
- blau für Probefahrten
- blau mit rotem Streifen für befristete Zulassungen (Zollkennzeichen)
- grün für Überstellungsfahrten
- rot für ausländische Anhänger, die mit einem österreichischen Zugfahrzeug gezogen werden sowie für Motorfahrräder (diese als kleines Hochformat mit Spitze unten, also fünfeckig).

#### Nummernserien der einzelnen Behörden
Es wurden dieselben Serien verwendet, wie sie 1930 eingeführt wurden (siehe oben).

##### Burgenland
Beispiele für den Bezirk Jennersdorf: B 7.199; B 17.199; B 117.199

##### Niederösterreich
- Diese Serien wurden durch Zuzählen von 30.000, 60.000 beziehungsweise 100.000 erweitert.

Beispiele für den Bezirk Amstetten: N 1.312; N 31.312; N 61.312; N 101.312; N 131.312; N 161.312
- 1973 war in einigen Bezirken das verfügbare Nummernkontingent voll ausgeschöpft. Daher wurde in Niederösterreich in einigen Bezirken die Erweiterung durch die Zahl 90.000 vorgenommen: N 91.312. Später wurden die 100er-Stellen des Kennzeichens durch einen Buchstaben ersetzt: N 11.A02, N 11.C99 usw.

Diese Systemerweiterung erfolgte 1979 auch in einigen Bezirken in Oberösterreich und der Steiermark, später in Tirol.

##### Weitere Bundesländer

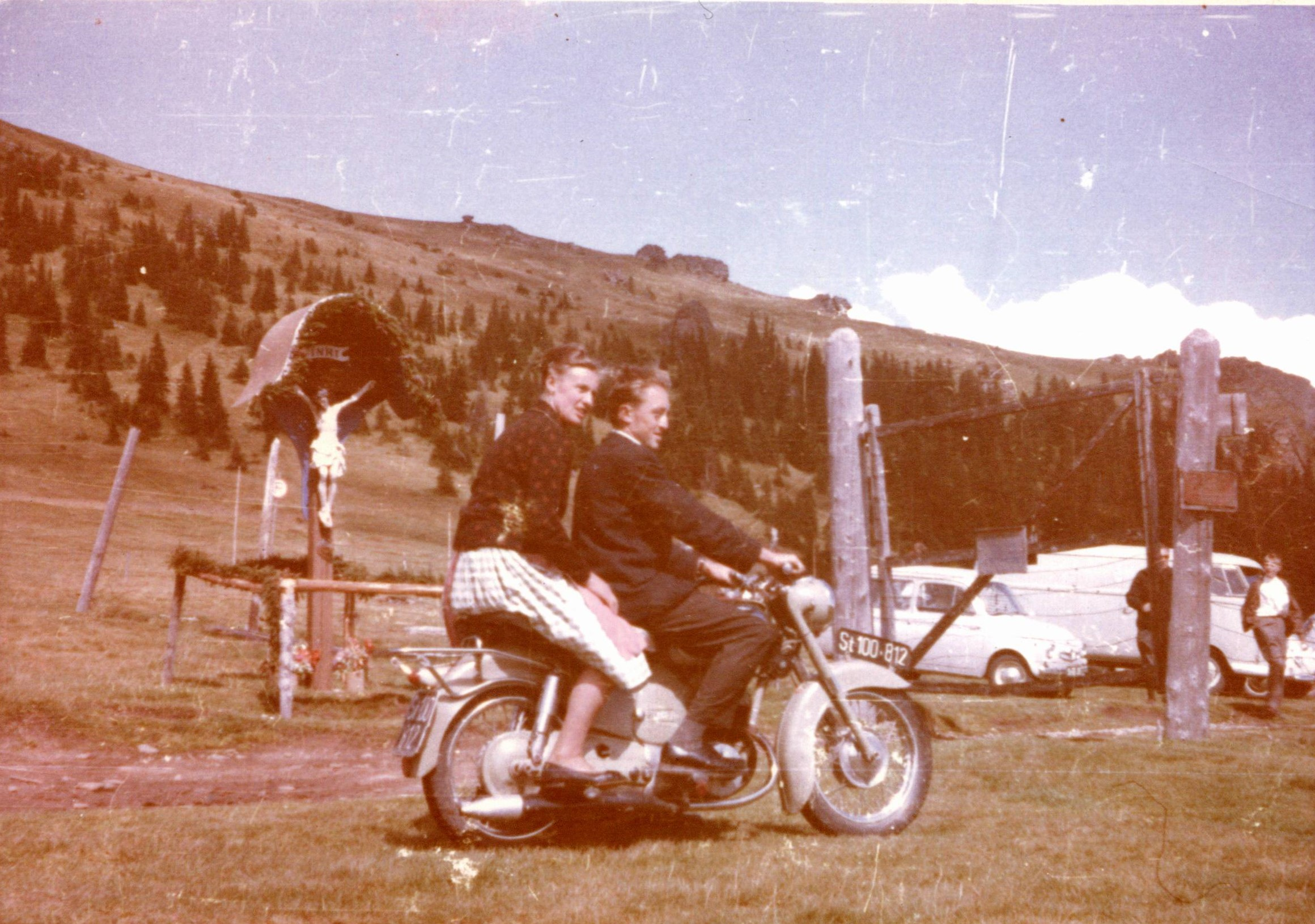
Motorrad mit schwarzem Kennzeichen vorne und hinten aus der Steiermark

- Motorrad mit schwarzem Kennzeichen vorne und hinten aus der SteiermarkIn allen Bundesländern außer Wien wurden den Bezirken und deren Exposituren bestimmte Zahlenbereiche zugeordnet, dafür wurden in der Regel die Tausenderstellen verwendet. Die Systeme dafür waren je nach Bundesland unterschiedlich:

- Zusammenhängende Zahlenbereiche konnten genau 1000 Nummern (manchmal auch deutlich mehr) umfassen.
- Der nächste zum selben Bezirk gehörige Bereich folgte entweder nach einer systematischen Erhöhung um jeweils 10.000, 20.000, 30.000 oder 100.000, zum Teil wurden auch andere Abstände benutzt.
- Teilweise waren auch innerhalb von Bezirken Bereiche für einzelne Regionen des Bezirkes oder bestimmte Benutzergruppen oder Fahrzeugkategorien reserviert.

- Ein- bis dreistellige Nummern (also ohne Tausenderstelle) waren teilweise besonders begehrt, weil sie sehr frühe Fahrzeugbesitzer auszeichneten und diesen damit gewissermaßen eine vermeintliche „Wichtigkeit“ verliehen. In manchen Bundesländern wurden diese jedoch aus verschiedenen Gründen überhaupt nicht vergeben:

- Niederösterreich hatte bis 1986 keine im Bundesland liegende Hauptstadt, Landesregierung und -verwaltung waren in Wien angesiedelt. Bundeskanzler Leopold Figl setzte jedoch durch, dass die Landeskennzeichen N 1 – N 999 bei der BH Tulln (wo sein Geburtsort Rust im Tullnerfeld einliegt) registriert wurden. Die „normale“ dem Alphabet entsprechende Reihung der Bezirke (danach die Statutarstädte) blieb dadurch unberührt.
- im Burgenland, in Kärnten, Salzburg, Tirol und Vorarlberg wurden diese Kennzeichen ausschließlich für Kraftfahrzeuge in der jeweiligen Landeshauptstadt vergeben.
- Teilweise waren diese Nummern für den Umgebungsbezirk der jeweiligen Landeshauptstadt reserviert (z. B. in der Steiermark den Bezirk Graz-Umgebung),
- In Oberösterreich wurden sie im alphabetisch ersten Bezirk vergeben (Bezirk Braunau), da die Hauptstadt Linz eigene Kennzeichen mit dem Buchstaben „L“ hatte.

- Innerhalb des Kärntner Bezirks Villach-Land (unter anderem K 120.000–129.999) erhielten beispielsweise Veldener die Tausender-Serie K 126.000–126.999. In Linz erhielten auch die verstaatlichten Betriebe VOEST und Chemie Linz eigene, ausschließlich vierstellige Serien (darunter L 8.000–8.999). Einerseits war dies für sicherheitspolizeiliche Interessen relevant, andererseits ermöglichte dies auch die (teilweise ungerechtfertigte) Bevorzugung bestimmter Nutzergruppen z. B. durch die Exekutive. Zusätzlich waren diese Nummern auch für Autostopper und nach Mitfahrgelegenheit Suchenden von großem Interesse, da sie Rückschlüsse auf mögliche Fahrziele der Kraftfahrzeuge ermöglichten.

- Kfz-Nutzer mit Kennzeichen des Bezirkes Zell am See waren ursprünglich von der Maut am Felbertauerntunnel befreit oder erhielten starke Ermäßigungen, dies wurde jedoch durch ein Gerichtsurteil im Jahr 2014 untersagt.

- Verschiedene Gemeinden in Österreich wechselten im Laufe der Zeit ihre Bezirkszugehörigkeit und übernahmen dabei das Unterscheidungszeichen ihres neuen Bezirkes.